# Masacre de Ballymurphy
La masacre de Ballymurphy consistió en una serie de incidentes ocurridos entre el 9 y el 11 de agosto de 1971, en los que el 1er Batallón del Regimiento de Paracaidistas del Ejército Británico mató a once civiles en Ballymurphy (Belfast, Irlanda del Norte), como parte de la Operación Demetrius (internamiento sin juicio). Los incidentes a veces han sido llamados el «Domingo Sangriento de Belfast», una referencia al asesinato de civiles por el mismo batallón en Derry unos meses más tarde, incidente que ha sido llamado el «Domingo Sangriento».
Las investigaciones de 1972 arrojaron un veredicto abierto sobre todos los asesinatos, pero un informe del forense de 2021 determinó que todos los asesinados habían sido inocentes y que los asesinatos eran "injustificados".
Los «disturbios» en Irlanda del Norte llevaban activos dos años y Belfast se había visto particularmente afectada por la violencia política y sectaria. El ejército británico se había desplegado en Irlanda del Norte en 1969, ya que los acontecimientos se habían escapado del control de la Policía Real del Úlster. 
En la mañana del lunes 9 de agosto de 1971, las fuerzas de seguridad lanzaron la Operación Demetrius. El plan era arrestar e internar a cualquier sospechoso de ser miembro del Ejército Republicano Irlandés Provisional. La unidad seleccionada para esta operación fue el Regimiento de Paracaidistas. Los miembros del Regimiento de Paracaidistas declararon que, al entrar en el área de Ballymurphy, los republicanos les dispararon y ellos devolvieron el fuego.
Mike Jackson, que más tarde se convertiría en jefe del ejército británico, incluye un relato controvertido de los tiroteos y de su entonces papel como oficial de prensa del ejército británico estacionado en Belfast mientras ocurrían los incidentes en su autobiografía. El libro afirma que los muertos en los tiroteos eran pistoleros republicanos. Esta afirmación ha sido negada rotundamente por las familias católicas de los muertos en los tiroteos, en entrevistas realizadas durante el documental The Ballymurphy Precedent.
En 2016, Declan Morgan, el presidente del Tribunal Supremo de Irlanda del Norte, recomendó una investigación sobre los asesinatos, como parte de una serie de «investigaciones del legado» que cubren 56 casos relacionados con los disturbios.
Estas investigaciones se retrasaron, ya que el Ejecutivo de Irlanda del Norte no aprobaba la financiación. La ex primera ministra de Irlanda del Norte, Arlene Foster, del Partido Unionista Democrático (DUP), aplazó una oferta de financiación adicional para las investigaciones sobre los asesinatos históricos en Irlanda del Norte, una decisión condenada por el grupo de derechos humanos Amnistía Internacional. Foster confirmó que había usado su influencia en el ejecutivo para retener el dinero para financiar la acumulación de investigaciones relacionadas con el conflicto. El Tribunal Supremo dijo que su decisión de negarse financiar la investigación era «ilegal y un defecto de procedimiento». En enero de 2018, la oficina del forense anunció que la investigación comenzaría en septiembre de 2018.

## Cronología

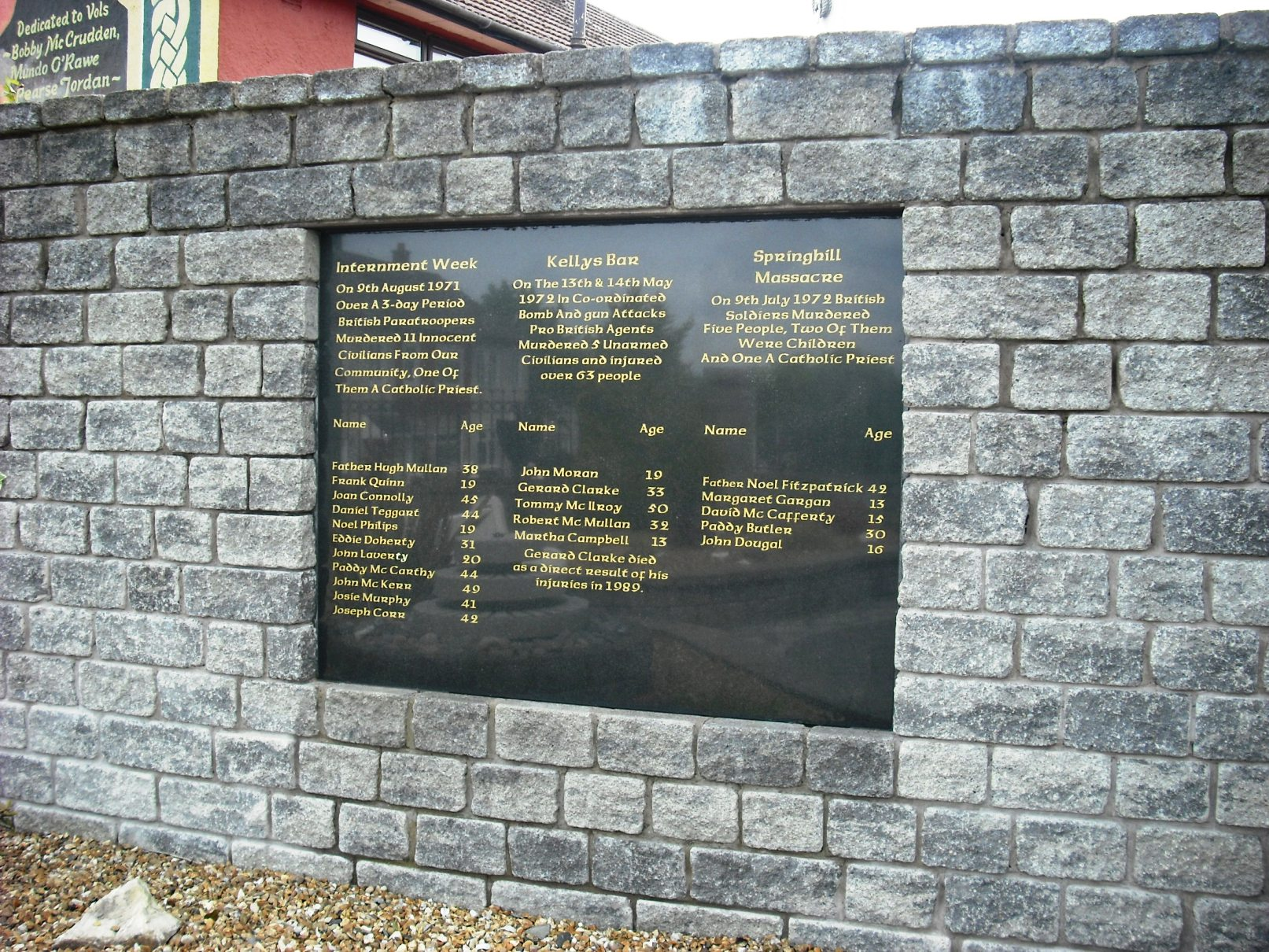
Placa conmemorativa en un «jardín del recuerdo» en Ballymurphy, Belfast

Seis civiles fueron asesinados el 9 de agosto: 
- Francis Quinn (19), baleado mientras acudía en auxilio de un herido.[14][15]
- El padre Hugh Mullan (38), un sacerdote católico, fue disparado cuando iba a ayudar a un herido, supuestamente mientras agitaba un paño blanco para indicar sus intenciones.[16]
- Joan Connolly (44), baleada mientras se encontraba frente a la base del ejército. Se ha afirmado que tres soldados le dispararon y que podría haber sobrevivido si hubiese recibido atención médica a tiempo, pero quedó tirada en un campo durante varias horas.[17][18][19]
- Daniel Teggart (44), recibió catorce disparos. La mayoría de las balas le entraron por la espalda, supuestamente cuando yacía herido en el suelo.[20]
- Noel Phillips (20), baleado mientras se encontraba frente a la base del ejército.[21]
- Joseph Murphy (41), baleado mientras se encontraba frente a la base del ejército. Posteriormente, Murphy fue puesto bajo custodia del ejército y, tras su liberación, mientras agonizaba en el hospital, afirmó que lo habían golpeado y vuelto a disparar mientras estaba detenido. Cuando su cuerpo fue exhumado en octubre de 2015, se descubrió una segunda bala en su cuerpo, que según los activistas corroboró su afirmación.[22]

Un civil recibió disparos el 10 de agosto y otros cuatro el 11 de agosto: 
- Edward Doherty (28), baleado mientras caminaba por Whiterock Road.[23]
- John Laverty (20) y Joseph Corr (43) recibieron disparos en puntos distintos en la parte superior de Whiterock Road. Laverty recibió dos disparos, uno en la espalda y otro en la parte posterior de la pierna. Corr recibió varios disparos y murió a causa de las heridas el 27 de agosto.[14][24]
- John McKerr (49), baleado por atacantes desconocidos mientras estaba en el exterior de una iglesia católica, murió a causa de sus heridas el 20 de agosto.[15][25][26]
- Paddy McCarthy (44) se enfrentó a un grupo de soldados. La familia alega que le pusieron un arma vacía en la boca y apretaron el gatillo. McCarthy sufrió un infarto y murió poco después.[27][28]

En febrero de 2015, la condena de Terry Laverty, hermano menor de John, fue anulada por la Comisión de Revisión de Casos Penales. Había sido declarado culpable de alboroto y sentenciado a seis meses con la única evidencia de un testigo presencial perteneciente al regimiento de paracaidistas. El caso fue remitido a la corte porque el único testigo se retractó de su testimonio.

## Documental
Los asesinatos son el tema del documental de agosto de 2018 The Ballymurphy Precedent, dirigido por Callum Macrae, en colaboración con la cadena de televisión Channel 4.